# Orthoporus mimus
Orthoporus mimus är en mångfotingart som beskrevs av Chamberlin 1943. Orthoporus mimus ingår i släktet Orthoporus och familjen Spirostreptidae. Inga underarter finns listade i Catalogue of Life.